# Jörg Breu starší
Jörg Breu starší (kolem 1475, Augsburg – 1537, Augsburg) byl německý malíř, kreslíř a grafik na přelomu gotiky a rané renesance, jeden z představitelů Dunajské školy.

## Život
Jörg Breu byl synem tkalce. Vyučil se v augsburské dílně Ulricha Apta (1493) a v letech 1500–1502 cestoval jako tovaryš po Rakousku. Od roku 1502 byl mistrem v Augsburgu a vedl zde vlastní dílnu. Dvakrát navštívil Itálii (1508, 1514–1515). V letech 1512–1537 napsal kroniku, kde jako zastánce reformace podal velmi osobní svědectví o dění v Augsburgu, ale o práci své dílny se sotva zmiňuje. V roce 1534 předal dílnu synovi, Jörg Breuovi mladšímu (1510–1547).

## Dílo

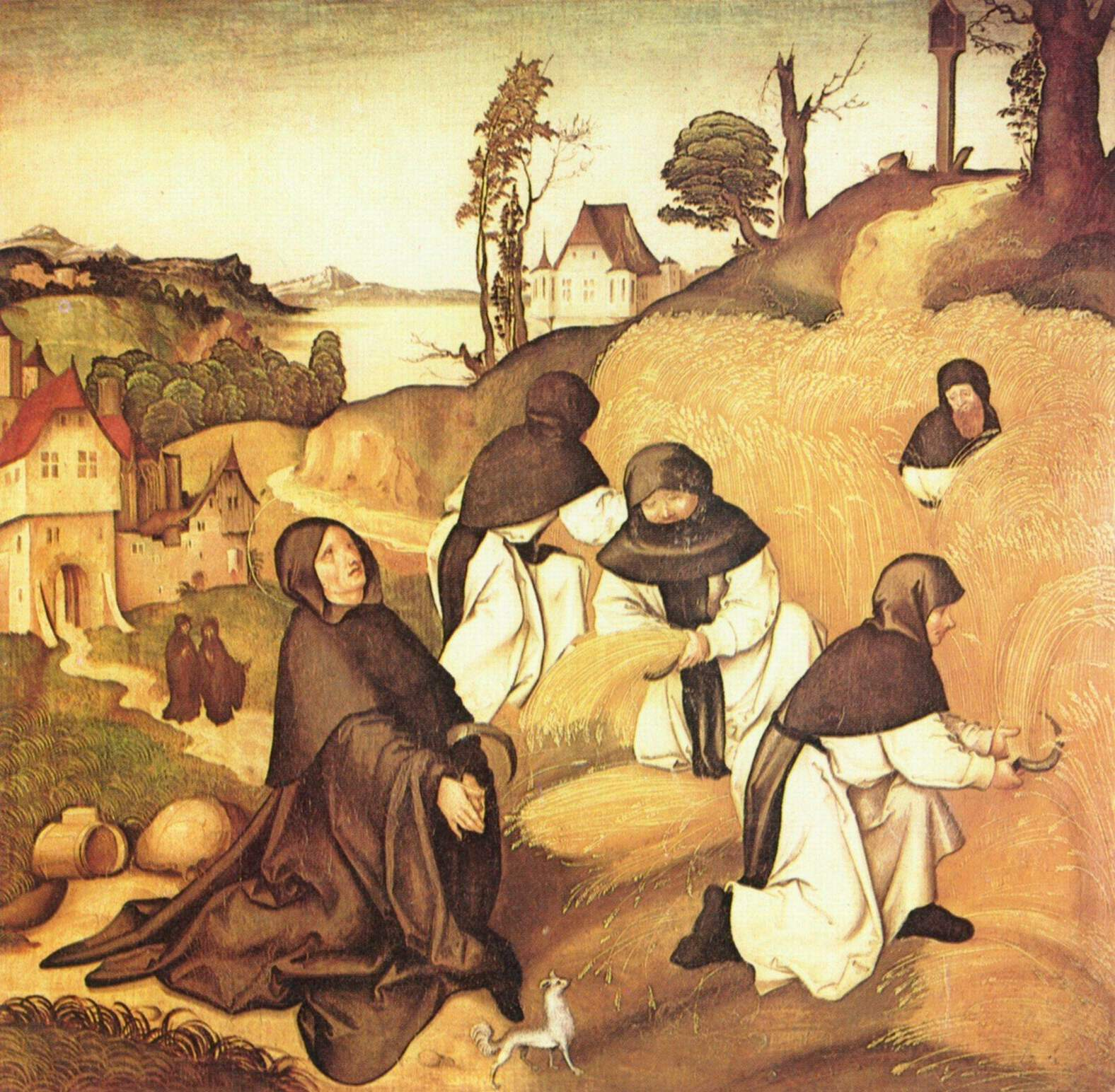
Bernhardsaltar (1500)

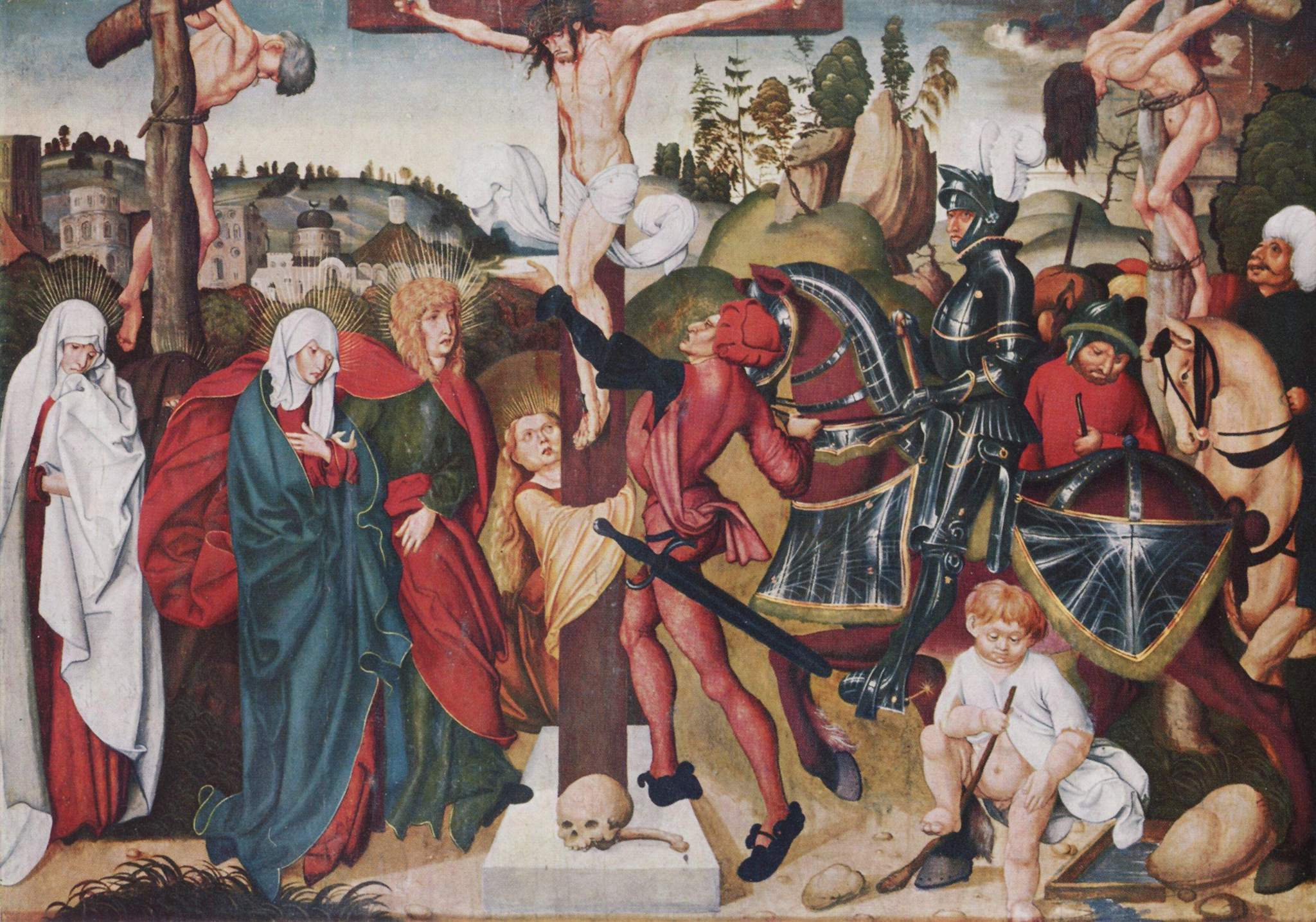
Ukřižování, oltář Aggsbach (1501)

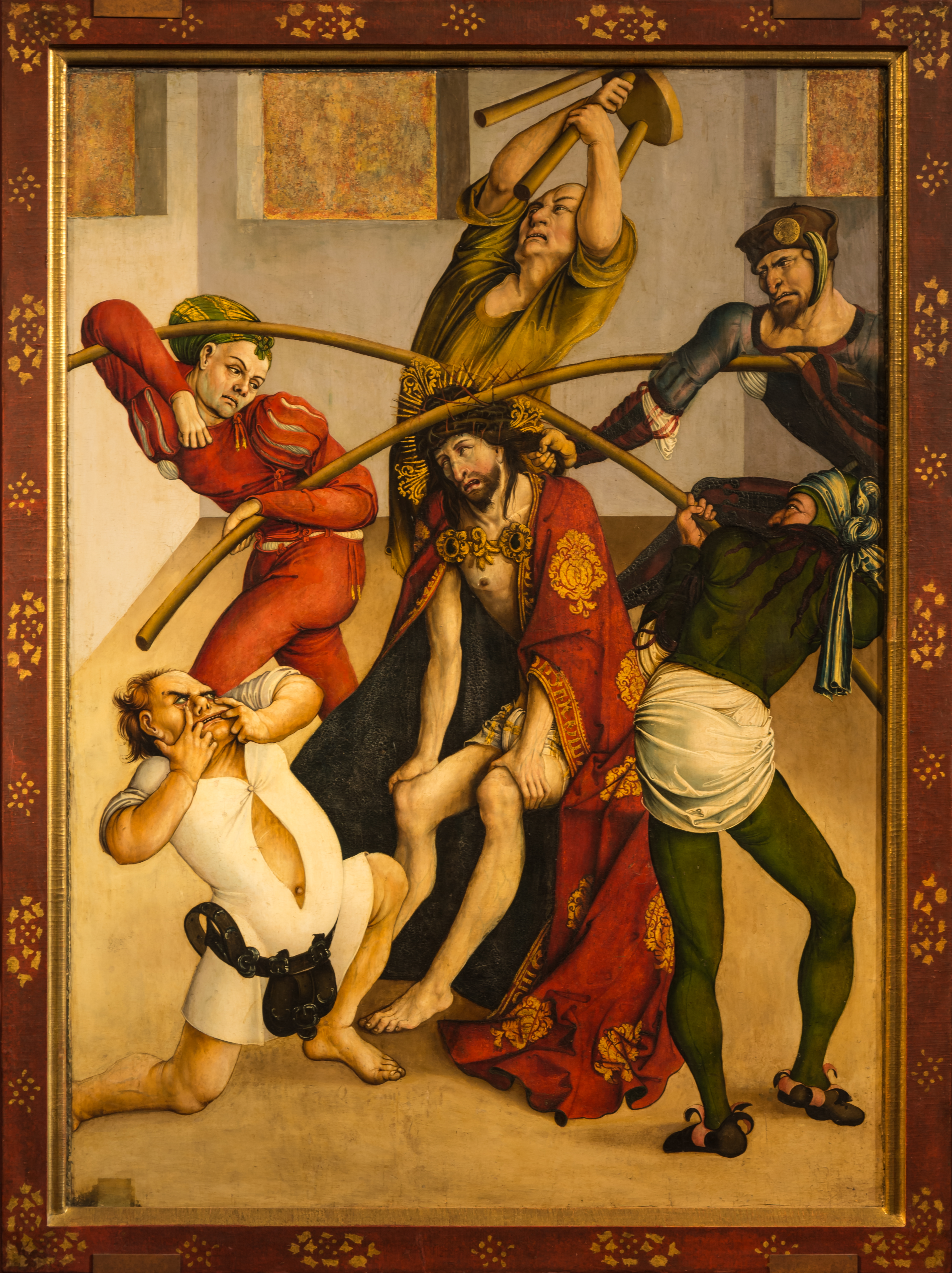
Korunování Krista trním, oltář Melk (1502)

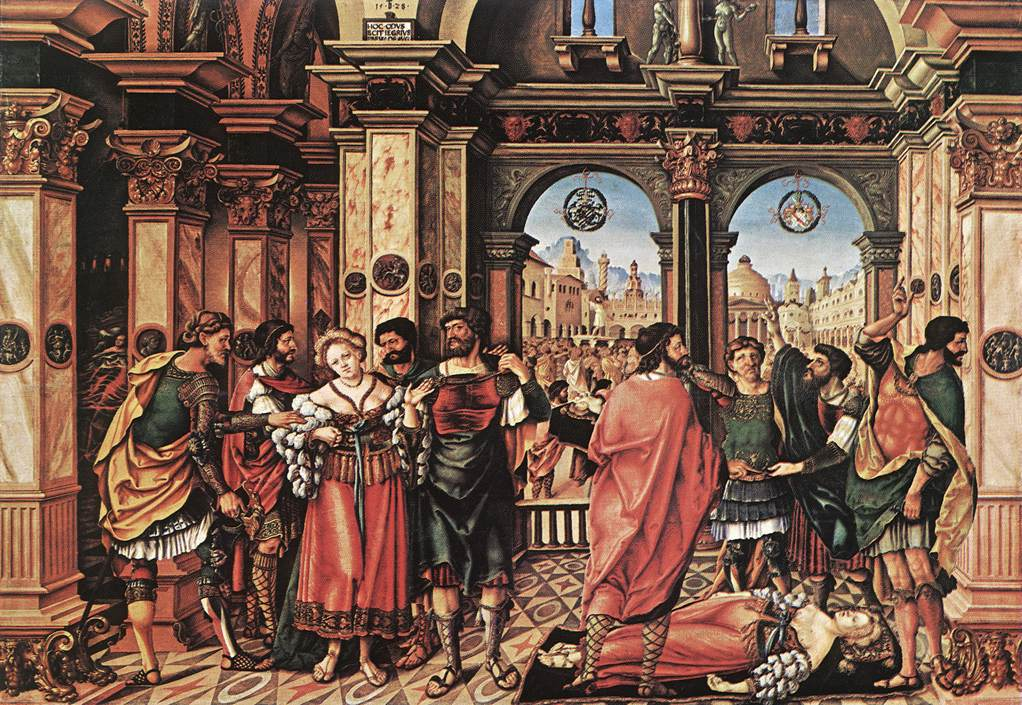
Sebevražda Lukrécie

Jörg Breu byl autorem oltářů, malovaných vitráží a dřevorytových ilustrací. Navázal na tradice augsbursko-bavorsko-rakouské malby a během let, kdy putoval jako tovaryš v Rakousku, byl jedním z předních malířů Podunajské školy. Je autorem dramatických figurálních kompozic a přinesl inovativní způsob malby krajin.
Jeho dílna v Augsburgu kromě deskových obrazů produkovala návrhy pro malby na skle a dřevoryty, často se sekulárními tématy. Od roku 1504 vytvořil velké množství dřevorytových ilustrací pro přední augsburské vydavatele Erharta Ratdolta and Johanna Schönspergera. Ilustroval Kostnický misál, 1504, lidovou četbu Fortunatus (1509), Barthemův Vartoman (1515), vytvořil dřevoryty se scénami Utrpení Krista (1515), účastnil se na ilustracích – Modlitební knihy císaře Maxmiliána I., (1515), sérii kresebných předloh: Války a lovecké scény Maxmiliána I., 20. léta 16. stol., deset listů se scénami příjezdu Karla V. do Augsburgu (1530).
Ve 30. letech vytvořil ilustrace pro překlady klasické literatury a výukové příručky vydávané Heinrichem Steinerem nebo první vydání Alciatiho Emblematum liber (1531).
Po návštěvách Itálie začal ve větší míře užívat šerosvitnou malbu a italské ornamenty. V jeho pozdním díle se projevují manýristické prvky – divoká gesta, dramatické záhyby drapérií, vypjatá barevnost.

### Známá díla
- 1500 Bernhardsaltar, klášter Zwettl
- 1501 křídlový oltář, Aggsbach, nyní Germanisches Nationalmuseum, Norimberk
- 1502 oltář pro klášterní kostel sv. Petra a Pavla, Melk, Museum Stift Melk
- 1500–1505 svatební portrét Helmschmida a Agnes Breu, Museo Thyssen-Bornemisza, Madrid
- 1506 Nesení kříže, Muzeum umění Olomouc [4]
- 1510 Oplakávání Krista, kostel Christi Himmelfahrt, Freising
- 1512 Madona mezi sv. Kateřinou a sv. Barborou, Berliner Museum
- 1512 Trůnící Madona, Wallfahrtskirche Maria Schnee, Aufhausen (kraj Regensburg)
- 1515 křídla skříňového oltáře, St.-Anna-Kirche, Augsburg[5]
- 1516 fresková výzdoba Staré radnice, Augsburg
- 1518 obraz Uctívání krále, Hospitalkirche, Koblenz
- 1521-22 malovaná křídla varhan pro Fuggerovu kapli, St.-Anna-Kirche, Augsburg
- 1528 malby pro letohrádek bavorského vévody Viléma IV. (Lukrécie, bitva na Zamě), Mnichov
- 1531 čtyři malované předlohy pro skleněná okna: Obrazy měsíců, Deutsches Historisches Museum, Berlín
- 1535 Meitingsches Epitaph: Kristus v předpeklí ("Christus in der Vorhölle"), St.-Anna-Kirche, Augsburg